# Olivetti
Ing. C. Olivetti & Co., S.p.A. es una empresa italiana fabricante de computadoras, impresoras y otras máquinas de negocios.

## Historia
La empresa fue fundada en 1908 en Ivrea, cerca de Turín, por Camillo Olivetti, como fábrica de máquinas de escribir. Su primera planta extranjera abrió las puertas en 1930. 
En 1948 lanza la calculadora eléctrica Divisumma.
Olivetti produjo el primer ordenador de Italia, el Elea 9003, en 1959. 
En los años 60 Olivetti desarrolla el que es considerado como el precursor de los Ordenadores Personales, la Programma 101.
En 1964 la empresa vende su división de electrónica a la empresa estadounidense General Electric, aunque continuó fabricando productos informáticos.
El terminal TCV-250, diseñado por Mario Bellini en 1966 está en la colección de diseño del Museo de Arte Moderno de Nueva York. El primer ordenador personal de Olivetti, la M20, salió al mercado en 1982. En 1985 adquirió parte de la empresa informática británica Acorn Computers. La compañía continuó desarrollando ordenadores personales hasta que vendió en 1997 su departamento de ordenadores.
La empresa con sede en Luxemburgo Bell SA adquirió el control accionarial de Olivetti en 1999, pero la vendió a un consorcio que incluía a los grupos Pirelli y Benetton dos años más tarde.
En 2003, Olivetti fue absorbida por el grupo Telecom Italia, pero mantiene una identidad aparte, bajo el nombre de Olivetti.

### Camilo Olivetti: la fundación

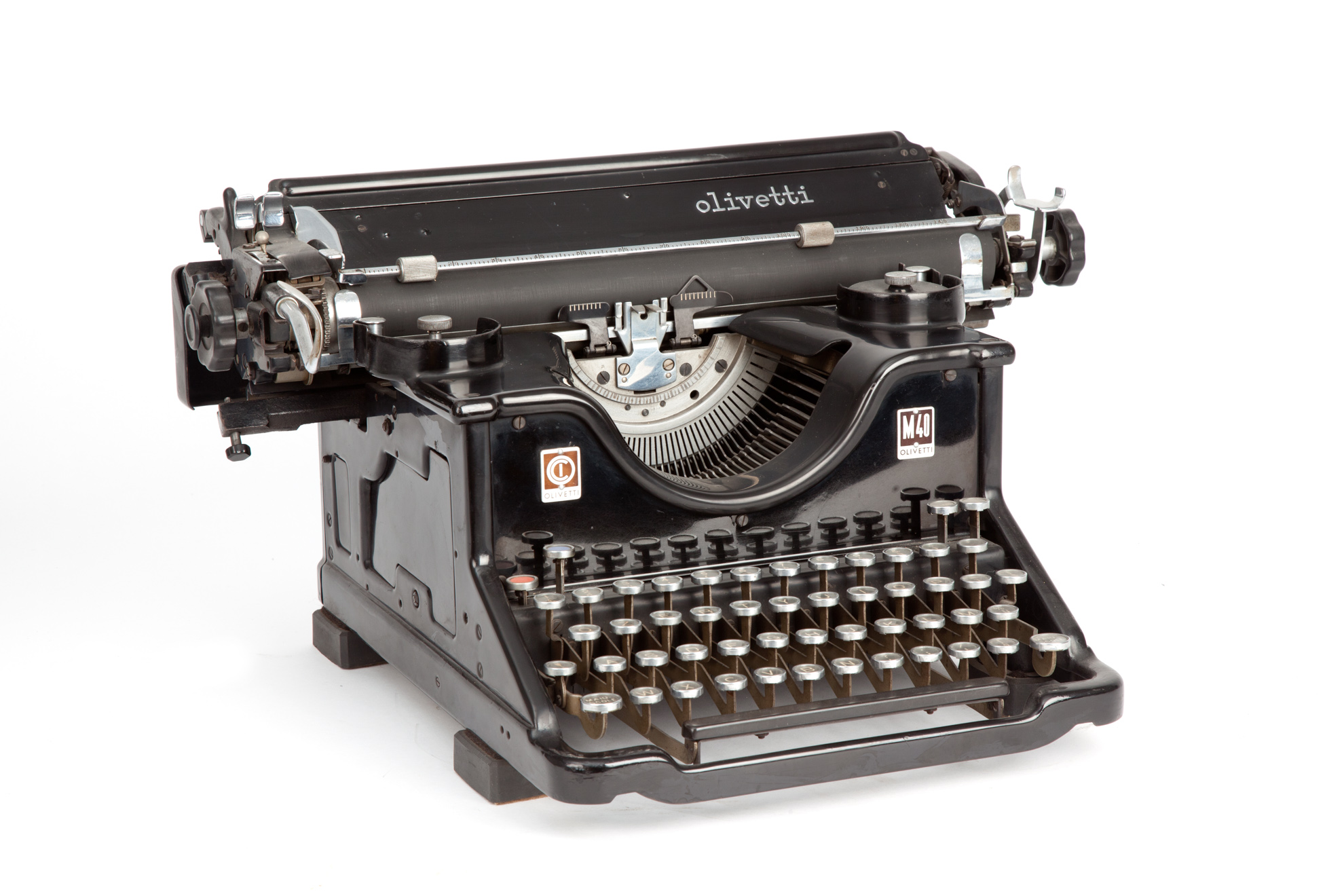
Máquina de escribir Olivetti M40 (1930), por Camillo Olivetti (Museo Nacional de la Ciencia y la Tecnología Leonardo da Vinci, Milán).

El 20 de octubre de 1908 Camillo Olivetti funda en Ivrea la Ing. C. Olivetti & C.S.p.A., «primera fábrica de máquinas de escribir» italiana. Los empleados son 20, y la estructura productiva consiste en un taller de 500 metros que representa en los primeros años una producción de 20 máquinas a la semana. La primera máquina de escribir es la M1, presentada en 1911 en la Exposición Universal de Turín.
En los años sucesivos, la empresa crece rápidamente ampliando y diversificando la oferta y desarrollando la presencia comercial en Europa y en el mundo. Se lanzan nuevos modelos de máquinas de escribir (entre ellos los primeros portátiles), y luego télex, calculadoras, muebles y equipamiento para la oficina. También, se desarrolla la línea de máquinas de escribir y calculadoras eléctricas. Ingresa, por otra parte, en el campo de las máquinas y control numérico.
Nuevos establecimientos productivos se abren en Italia y, a partir del 1930, también en el exterior. La organización comercial, ya ampliamente articulada en Italia, se extiende más allá de los confines nacionales en Europa, África, Medio Oriente y América Latina.
Un aporte fundamental a la rápida expansión de la sociedad fue dado por Adriano Olivetti, hijo de Camillo, que se convierte en director general en 1933 y le imprime un estilo y una cultura que harán de Olivetti un ejemplo único en la historia industrial italiana y europea. Durante los años 1930, Olivetti contrata numerosos diseñadores para trabajar en su identidad gráfica, bajo la dirección del publicista Renato Zveteremich.

### Adriano Olivetti: La cultura y el desarrollo

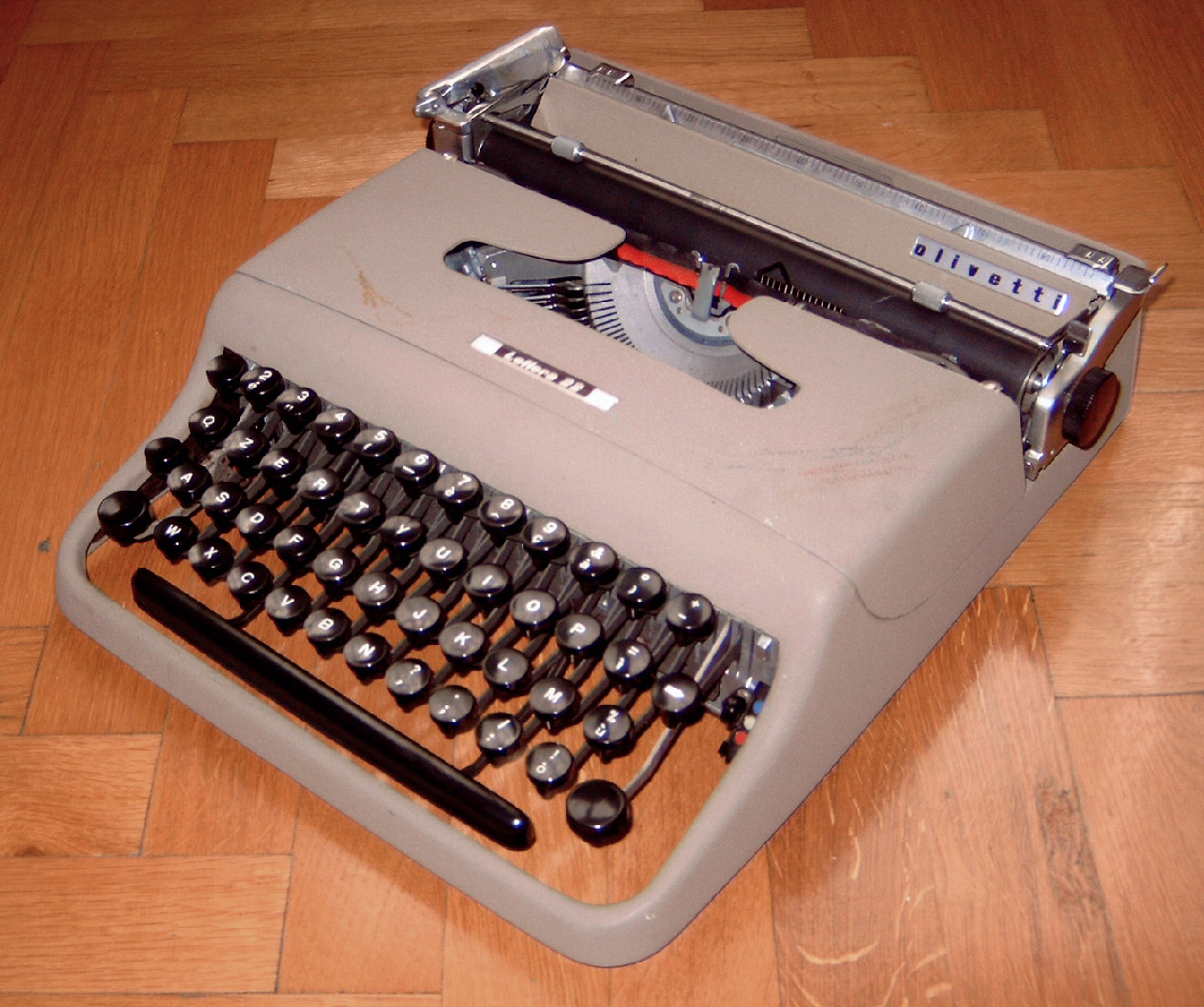
Olivetti Lettera 22, 1950.

Adriano muestra una gran atención hacia el desarrollo de la tecnología, la innovación, la calidad de los productos; acentúa la presencia en los mercados internacionales; se ocupa del diseño industrial, dando inicio a una larga historia de excelencia que todavía continúa; enfrenta con gran sensibilidad las problemáticas sociales del trabajo y de la relación entre la empresa y el territorio.
Bajo la guía de Adriano, los años 1950 señalan una etapa de crecimiento extraordinario con el lanzamiento de la máquina de escribir portátil Lettera 22 de gran éxito a nivel global. Olivetti se afirma como líder en la tecnología mecánica de los productos para oficina: el producto símbolo es la calculadora Divisumma 24, el que en 1967 llegará a sumar el millón de unidades producidas. 
Al desarrollo de estructuras comerciales y productivas del exterior se suma en 1959 la adquisición de la Underwood Typewriter Company, gran empresa estadounidense de máquinas de escribir. Además Olivetti, en aquellos años, irrumpe con fuerza en la emergente tecnología electrónica. Fruto de estas inversiones es la introducción en 1959, de una de las primeras supercomputadoras a transistores, la Elea 9003 desarrollada por un pequeño equipo de investigadores dirigidos por el ingeniero electrónico italiano de origen chino Mario Tchou (1924-1961).

### La transición de la electrónica a la informática

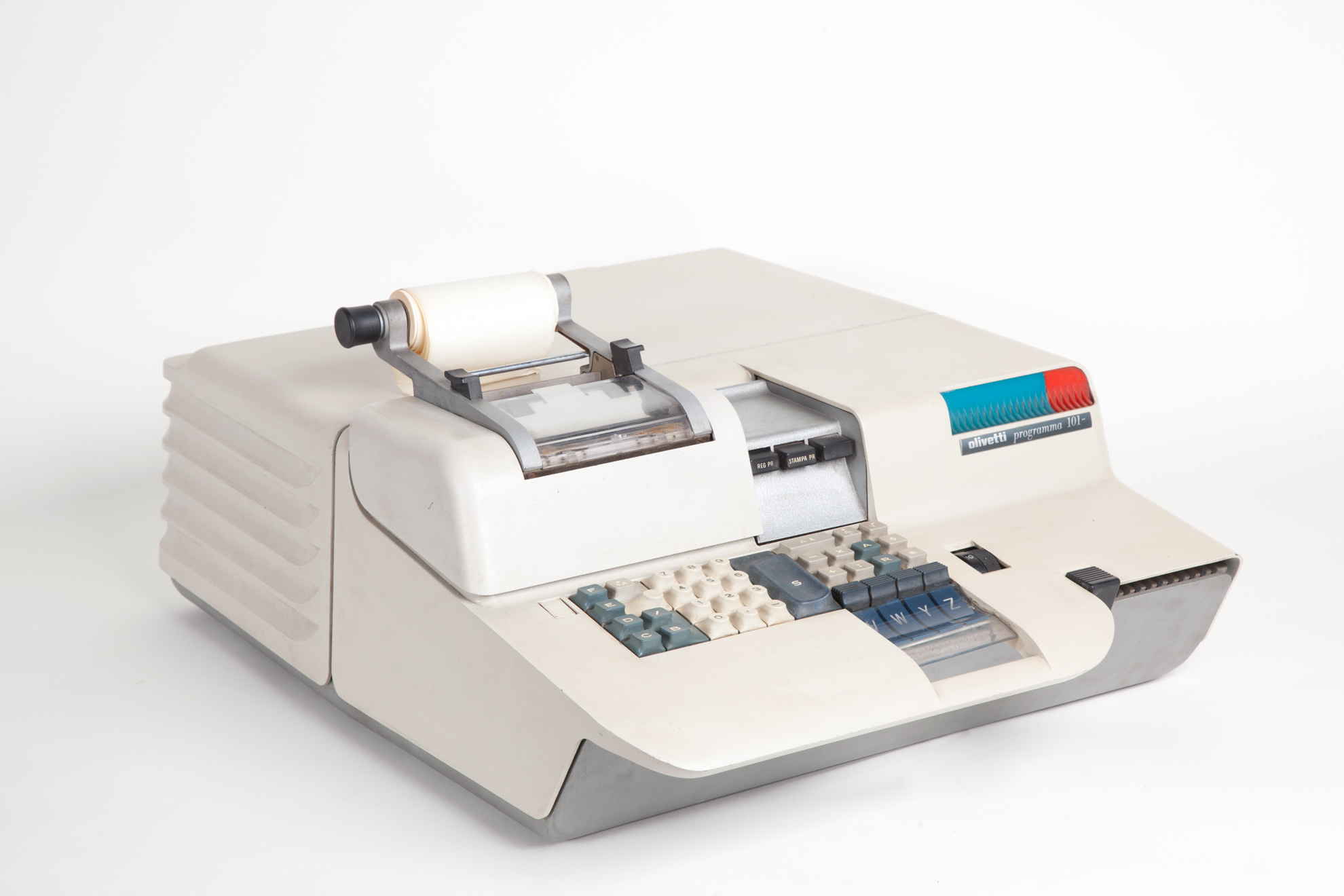
Programma 101, 1965. Museo nazionale della scienza e della tecnologia Leonardo da Vinci, Milano.

La muerte de Adriano Olivetti en el 1960 y una serie de dificultades financieras obligan sucesivamente a ceder la División Electrónica. Continúa sin embargo el compromiso con el sector, que conduce a la empresa a presentar en 1965 un calculador de mesa innovador, programable con tarjeta magnética, la Programma 101. Este producto es por muchos considerado el antecedente del ordenador personal.
Los años 70 señalan una movida importante para Olivetti. En la actividad de producción, introdujo modelos de organización del trabajo muy innovadores; al mismo tiempo invierte con decisión en la electrónica a través de la adquisición de nuevas tecnologías y para la reconversión del personal. La transición a la electrónica significó una gran esfuerzo económico que condujo a Olivetti al final de la década a una grave situación financiera.
En 1978, Carlo De Benedetti invierte en la empresa asumiendo la responsabilidad operativa. Decide finalizar el proceso de reconversión a la electrónica. El desarrollo acelerado de nuevos productos y el saneamiento financiero a través de sucesivas compras de recapitalización de la empresa y el mejoramiento de la eficiencia de gestión, colocan las premisas para un nuevo ciclo de desarrollo.
Entre los productos más significativos que se lanzan en estos años se encuentra la primera máquina de escribir electrónica (ET 101 en 1978) y el primer ordenador personal europeo (M20 en 1982), a la que le seguirá dos años más tarde el modelo M24, que obtiene un notable éxito en todos los mercados.
Con estos y otros productos y servicios se consolida un nuevo e importante cambio de Olivetti, hacia la informática, sector en el que la empresa ganará en los años sucesivos la primacía europea.
En el curso de los años 1980 Olivetti acelera el proceso de crecimiento recurriendo a numerosas adquisiciones, inversiones y alianzas internacionales, además de operaciones de joint venture. Entre las alianzas más significativas se encuentra la realizada con la estadounidense AT&T hacia fines de 1983.
El empeño de la empresa en la informática la lleva al lanzamiento de numerosa líneas de sistemas y al inicio de nuevas actividades en el campo de servicios informáticos. Las soluciones desarrolladas se basan sobre el principio de los sistemas abiertos y estándar –una elección que sucesivamente será hecha por la mayoría de las sociedades informáticas mundiales–.En 1991 el computador de Olivetti es el modelo PCS 286s con sistema operativo DOS 5.0 y monitor VGA. 
En los productos para oficina, la oferta Olivetti se extiende: al lado de los productos para la escritura electrónica y calculadoras, se producen impresoras, faxes, cajas registradoras, fotocopiadoras y accesorios. En este campo el desarrollo de la tecnología a chorro de tinta abre la puerta a nuevos negocios y ofrece nuevas oportunidades de crecimiento.

### Olivetti en las telecomunicaciones
A comienzos de los años 1990, intuyendo el fuerte potencial de desarrollo de las telecomunicaciones, Olivetti constituye junto a otros inversores (entre algunos de los mayores operadores mundiales de telecomunicaciones) la sociedad Omnitel, con el objetivo de operar en la telefonía móvil. Omnitel pasa a ser operativa a fines de 1995, tras la adquisición de la oportuna licencia e inicia una historia de gran éxito. Siguiendo las mismas líneas estratégicas, en 1995 se crea Infostrada para operar en la telefonía fija. Se trata de dos operaciones destinadas, en el giro de pocos años, a cambiar la cara de la Olivetti y a proyectarla hacia una nueva etapa de desarrollo.
En la primera mitad de los años 90, la intensificación de la competencia, la caída de los precios y de los márgenes en toda la industria informática mundial, la debilidad del mercado europeo, y en particular del italiano, llevan a Olivetti a una larga y costosa reestructuración de la actividad.
A partir de septiembre de 1996, en un momento particularmente difícil para la empresa, Olivetti emprende bajo la guía de Roberto Colaninno un proceso de profunda transformación, que conduce a una más decidida focalización sobre las telecomunicaciones y la racionalización de la actividad informática.
Esta transformación pasa a través de la definición de nuevas alianzas en las telecomunicaciones, en particular con el grupo europeo Mannesmann (1997), y el cierre de la actividad en los ordenadores personales (1997) y en los sistemas y servicios (1998). De este modo el grupo limita a algunas áreas específicas su presencia en la informática (productos para oficina; sistemas especializados; servicios informáticos para el mercado italiano).
Saneada la situación económica-financiera y reconciliada la confianza de los mercados financieros internacionales, Roberto Colaninno opera para consolidar la estructura accionaria de control de Olivetti y para definir nuevos y más ambiciosos proyectos de negocios. En febrero de 1999 Olivetti y la controlada Tecnost anuncian la intención de lanzar una Oferta Pública de Compra y Cambio (OPAS) sobre la totalidad de las acciones ordinarias de Telecom Italia.
La operación concluye con la compra del 52 % del capital ordinario de Telecom Italia por un contravalor de 31,5 mil millones de euros. Al mismo tiempo, Olivetti concede, pedido por las normas de la competencia, su participación en Omnitel e Infostrada a Mannesmann.
Se cumple así la última y quizás la más importante transformación de Olivetti, que se convierte en el principal grupo italiano operante en las telecomunicaciones, con un giro en el orden de los 148 mil millones de U$S y 132 mil adeptos.

### Olivetti Personal Computer, pérdida del patrimonio técnico-cultural, adaptación industrial
En el Canavese, área de desarrollo de las actividades industriales de Olivetti, existe un único instituto de formación técnica (I.T.I.S.) que lleva el nombre de Camillo Olivetti, que a lo largo de los años 1970 y 80 no sabe adaptarse a las exigencias de la evolución industrial llevada a cabo por la Olivetti, no teniendo entre sus materias una licenciatura en el sector de la electrónica, obligando a una inmigración desde otras áreas de Italia de jóvenes con poca experiencia y a veces sin interés en quedarse, abandonando los proyectos y desarrollos en su fase evolutivas.
Una de las características de Olivetti durante sus años de esplendor era la producción de maquinarias de alta precisión y tecnología avanzada para sus talleres mecánicos y posterior comercialización para otras industrias de: taladros a columna, fresadoras, tornos automáticos, maquinarias para materiales sinterizados y plástica e incluso algunos robot de ensamblaje (SIGMA).
En su fase de conversión a la industria electrónica poco a poco abandona la producción de este tipo de maquinaria intentando convertir unos excelentes técnicos mecánicos en electrónicos.
En su primera fase como industria de ordenadores personales Olivetti se presenta en 1982 con el M20, el primer ordenador fabricado en Europa. Este dispositivo utiliza el sistema operativo PCOS, incompatible con el DOS de IBM. Olivetti abandona el proyecto anterior y se centra en el M24, un ordenador compatible con los estándares emergentes. Del M24 se producen todos los elementos, alimentador, teclado, placa base, tarjeta de vídeo, disquetera, disco duro, carcasa, pantalla. Con la alianza de la AT&T en los mercados americanos se llega a una producción mensual de 200.000 unidades.
En este nuevo tipo de mercado, que da enormes beneficios, las otras industrias no quieren quedarse fuera y en vez de proponer su versión de PC se especializan en los distintos componentes que forman un ordenador. Salen nuevas disqueteras y discos duros más pequeños y con mayor capacidad de almacenamiento, nuevas tarjetas gráficas con más colores, tarjetas de audio y multimedia, aparecen los primeros ratones para el entorno Windows. Olivetti y los demás colosos del sector intentan estar al paso con las continuas innovaciones tecnológicas pero poco a poco se ven obligados a comprar los varios elementos en vez de producirlos para que sus productos salgan al mercado con un precio competitivo. Esto conlleva una reducción importante de los beneficios y de una pérdida considerable de puestos de trabajo, siendo la carcasa el único elemento que se sigue produciendo en Olivetti.
En esta fase de nueva crisis nace Olivetti Systems & Network s.r.l. (01/01/1990-31/12/1991), que se hace cargo del sector deficitario de la producción de ordenadores personales, para no obstaculizar las nuevas tendencias del grupo Olivetti en busca de nuevos inversores en el sector emergente de las telecomunicaciones con la creación de Omnitel e Infostrada.
Un último intento de salvar el sector industrial es la creación de Olivetti Personal Computer en septiembre de 1996, que no consigue dar una estabilidad con el consiguiente y progresivo cierre de la más importante área productiva del Canavese «Scarmagno».
Pero nuevamente Olivetti se adaptó a las nuevas condiciones del mercado centrándose sobre todo en la fabricación de impresoras y faxes de inyección y de impresoras bancarias (OLIVETTI PR2,MB2...con las que es número 1 en el mercado mundial) y en la comercialización de una gran gama de máquinas de oficina (copiadoras, multifuncionales, impresoras, tabletas ) , y retail (TPV,S y registradoras, con las que está casi siempre en el número uno a nivel nacional ).
En 1999, Olivetti lanzó una OPA hostil sobre la empresa nacional Telecom Italia, convirtiéndose así en la empresa de telecomunicaciones más importante de la península.